# Santa Elena de Uairén
Santa Elena de Uairén é uma cidade venezuelana, capital do município de Gran Sabana.
Fica a 15 km da fronteira com o município brasileiro de Pacaraima, no estado de Roraima. A cidade foi fundada em 13 de novembro de 1923, sua principal atividade econômica é a extração de diamantes. Seus atuais moradores são as famílias dos homens que trabalhavam nas minas de diamantes. É um ponto de interesse para empreendedores que querem começar um negócio.

## Geral
Santa Elena de Uairén é uma cidade em Venezuela localizada no sudeste de estado de Bolívar, a cerca de 20 km da fronteira com Brasil e é a capital do Folha Maior. Localiza-se a aproximadamente 900 metros acima do nível do mar, em uma savana cercada de planaltos, conhecida como Tepuyes, e tem temperatura média de 21,8 °C. Possui uma população aproximada de 28.219 habitantes, equivalente a 2% da população total do estado (censo de 2011).
Foi fundada em 13 de novembro de 1923 por Lucas Fernández Peña, atraído pelo boom do diamante na região e sua fundação afastou os ingleses interessados em colonizar a área. O nome da cidade é originário do de sua primeira filha "Elena", e de "Uairén" que é o nome do rio que atravessa a cidade.
Possui um aeroporto, principal alfândega e destacamento militar. É porto franco desde 1999, graças ao trabalho do professor Héctor Fernández Espinoza, filho do fundador da cidade. Sua economia é baseada no comércio e na mineração. Recentemente, o sector do turismo teve um importante desenvolvimento devido à sua proximidade aos principais monumentos naturais da Grande Sabana e à sua localização junto à fronteira.
A Catedral de Santa Elena é uma das principais atrações da cidade, foi construída em meados do século XX com as pedras que tanto abundam ao redor da cidade. A missão de Santa Elena é o centro da atividade missionária dos Capuchinhos padres da ordem Franciscana na localidade.

## História
Em 13 de novembro de 1923, Lucas Fernández Peña, um farmacêutico valenciano que se tornou proprietário de terras, fundou a cidade com o nome de Santa Elena de Uairén, em homenagem a sua filha e ao rio que atravessa o que é hoje a cidade, em plena ditadura de Gómez, e com a ameaça real de anexação devido ao avanço dos colonos britânicos da Guiana Inglesa (hoje Guiana). Com sua fundação Peña resguardou grande parte do sudeste do território venezuelano, 8 anos depois chegaram os primeiros missionários capuchinhos, e em 1945 a aldeia ainda foi elevada à categoria de município.

## Idiomas
- Espanhol
- Português
- Pemón

O idioma de quase todos os indígenas da região é o pemón, um idioma da família caribe. A maioria dos indígenas também fala espanhol. Em Santa Elena de Uairén, também é comum a fala do idioma português, uma vez que a maioria das pessoas residentes dominam a língua, graças à proximidade com o Brasil.

## Clima
Devido à sua proximidade com a Linha do Equador, o Santa Helena do Uairén possui um clima tropical. Caracterizada pela Gran Sabana, apresenta temperatura média anual entre 20 e 22 °C e índice pluviométrico de cerca de 1.500 milímetros – podendo atingir níveis entre 1.800 e 3.000 milímetros, dependendo das condições orográficas, além de uma estação seca entre os meses de dezembro e março.
A alta nebulosidade da região – associada aos ventos dominantes do nordeste e do sudeste – é responsável por um índice pluviométrico de 2.000 a 4.000 milímetros, o que mantem a umidade relativa do ar entre 75 e 85%.
| Dados climatológicos para Santa Elena de Uairén (868 m) | Dados climatológicos para Santa Elena de Uairén (868 m) | Dados climatológicos para Santa Elena de Uairén (868 m) | Dados climatológicos para Santa Elena de Uairén (868 m) | Dados climatológicos para Santa Elena de Uairén (868 m) | Dados climatológicos para Santa Elena de Uairén (868 m) | Dados climatológicos para Santa Elena de Uairén (868 m) | Dados climatológicos para Santa Elena de Uairén (868 m) | Dados climatológicos para Santa Elena de Uairén (868 m) | Dados climatológicos para Santa Elena de Uairén (868 m) | Dados climatológicos para Santa Elena de Uairén (868 m) | Dados climatológicos para Santa Elena de Uairén (868 m) | Dados climatológicos para Santa Elena de Uairén (868 m) | Dados climatológicos para Santa Elena de Uairén (868 m) |
| Mês                                                     | Jan                                                     | Fev                                                     | Mar                                                     | Abr                                                     | Mai                                                     | Jun                                                     | Jul                                                     | Ago                                                     | Set                                                     | Out                                                     | Nov                                                     | Dez                                                     | Ano                                                     |
| ------------------------------------------------------- | ------------------------------------------------------- | ------------------------------------------------------- | ------------------------------------------------------- | ------------------------------------------------------- | ------------------------------------------------------- | ------------------------------------------------------- | ------------------------------------------------------- | ------------------------------------------------------- | ------------------------------------------------------- | ------------------------------------------------------- | ------------------------------------------------------- | ------------------------------------------------------- | ------------------------------------------------------- |
| Temperatura máxima média (°C)                           | 28,5                                                    | 29,1                                                    | 29,2                                                    | 28,5                                                    | 27,8                                                    | 26,8                                                    | 26,6                                                    | 27,0                                                    | 27,8                                                    | 28,9                                                    | 28,5                                                    | 28,1                                                    | 28,07                                                   |
| Temperatura mínima média (°C)                           | 16,4                                                    | 16,5                                                    | 16,9                                                    | 17,1                                                    | 17,5                                                    | 17,3                                                    | 16,5                                                    | 16,6                                                    | 16,1                                                    | 15,8                                                    | 16,2                                                    | 16,2                                                    | 16,58                                                   |
| Precipitação (mm)                                       | 68                                                      | 57                                                      | 87                                                      | 165                                                     | 214                                                     | 254                                                     | 229                                                     | 186                                                     | 113                                                     | 122                                                     | 114                                                     | 185                                                     | 1 694                                                   |
| Fonte:                                                  |                                                         |                                                         |                                                         |                                                         |                                                         |                                                         |                                                         |                                                         |                                                         |                                                         |                                                         |                                                         |                                                         |

## Galeria

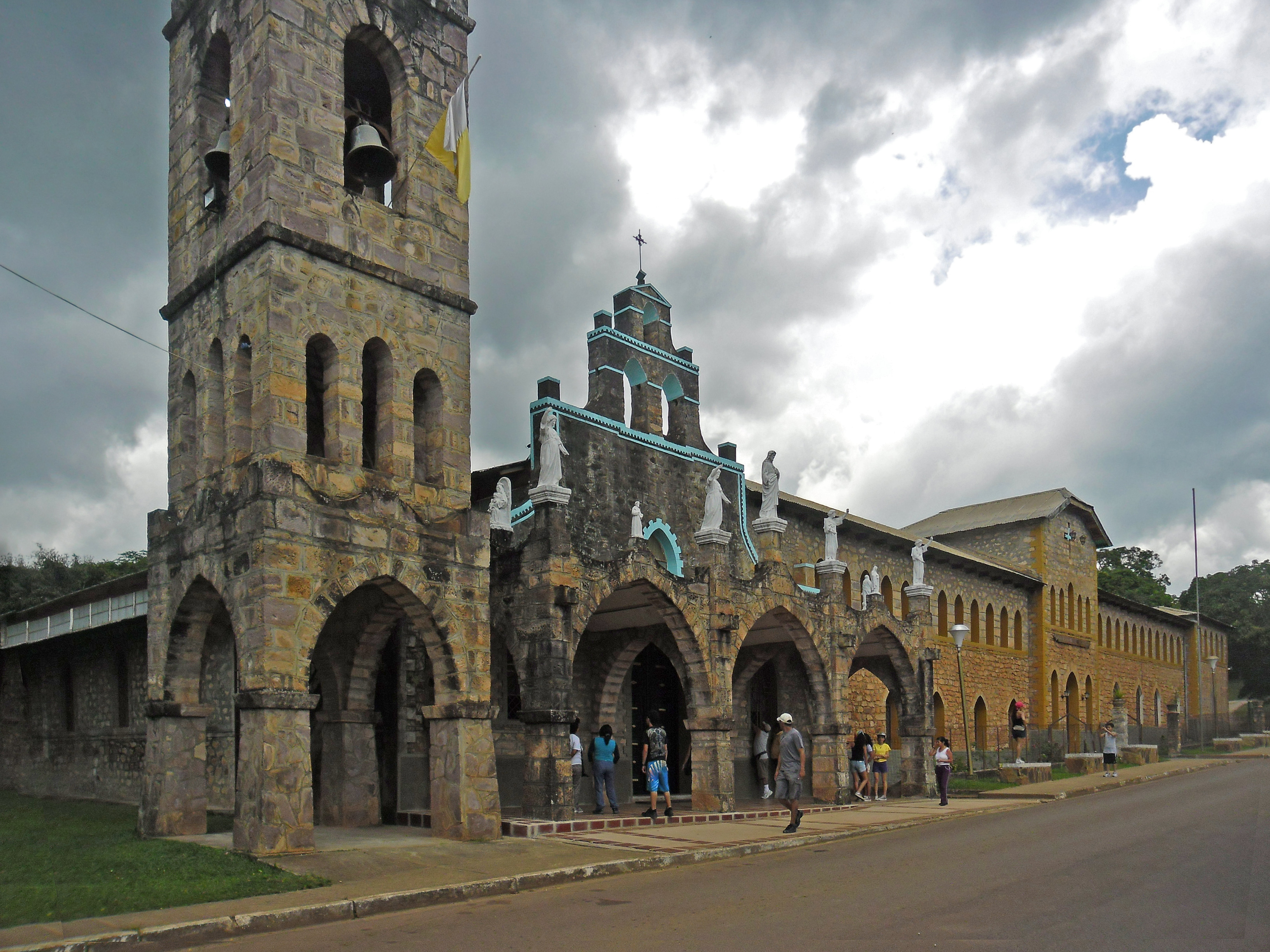
Catedral em Santa Elena de Uairén
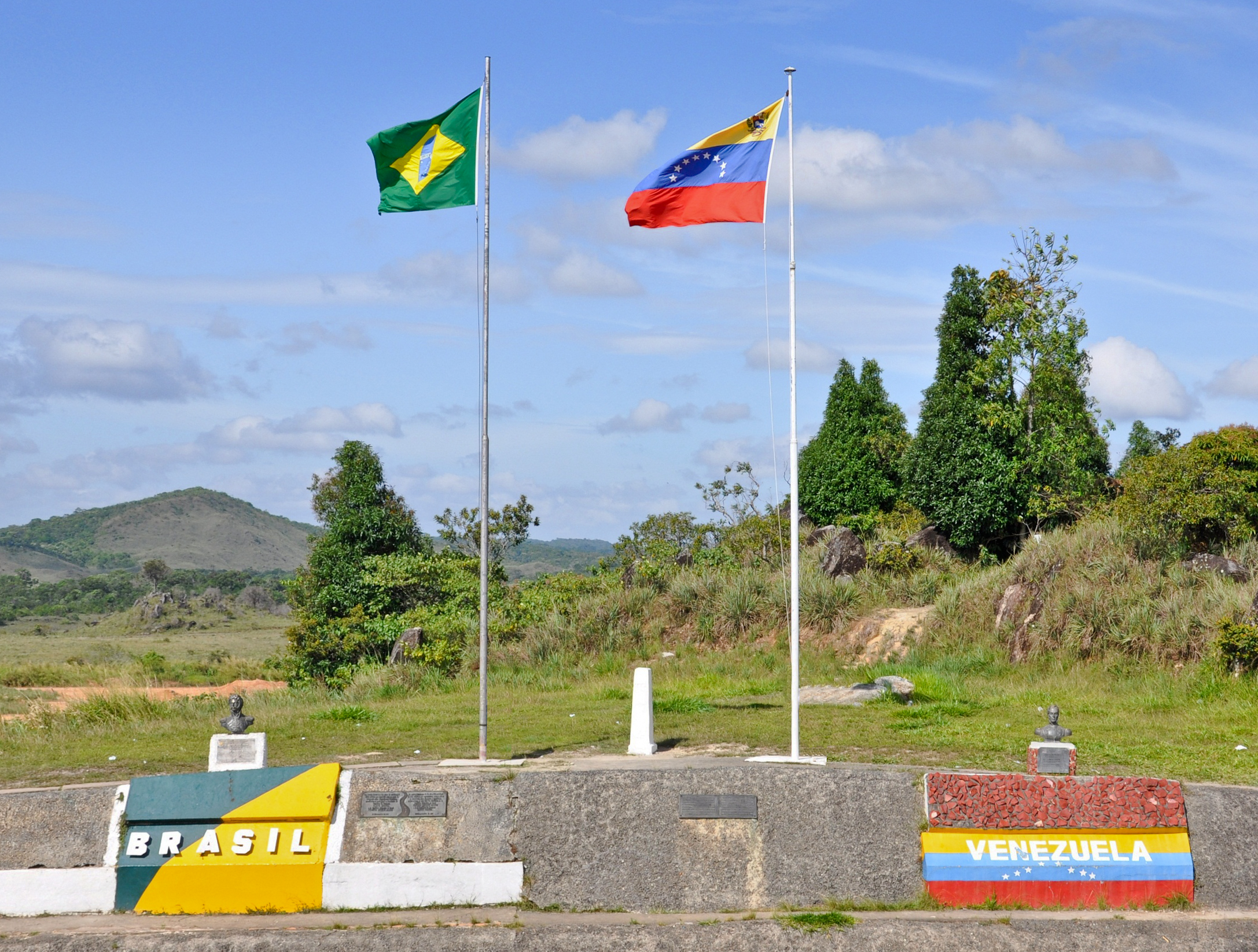
Fronteira Brasil-Venezuela em Santa Elena de Uairén
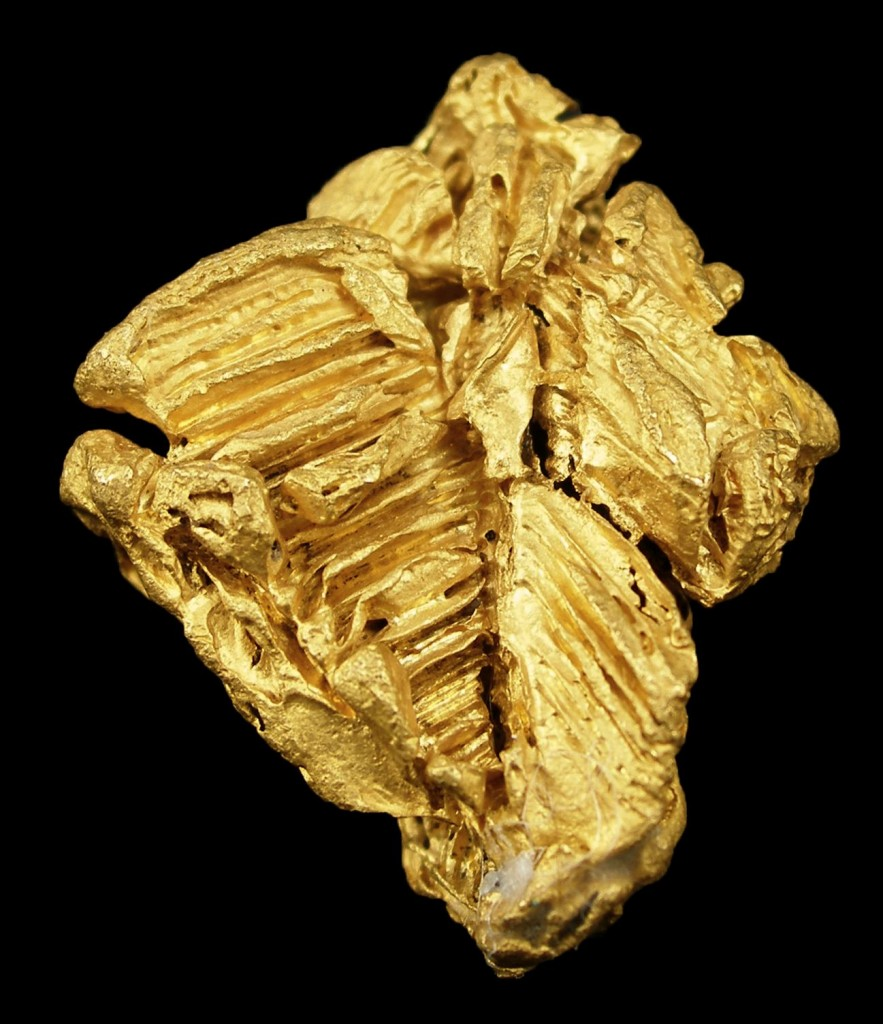
Pepita encontrada na Mina Zapata, Santa Elena de Uairén

## Cidades irmãs
- BRA Pacaraima, Roraima
- VEN Ciudad Bolívar, Bolívar
- VEN Upata, Bolívar
- BRA Boa Vista, Roraima